# Cantó de Le Perreux-sur-Marne
El cantó de Le Perreux-sur-Marne és un antic cantó francès del departament de Val-de-Marne, que estava situat al districte de Nogent-sur-Marne. Comptava amb el municipi de Le Perreux-sur-Marne.
Al 2015 va desaparèixer i el seu territori va passar a formar part del cantó de Nogent-sur-Marne.

## Municipis
- Le Perreux-sur-Marne

## Història
| Data d'elecció                           | Identitat      | Partit           | Qualitat |
| ---------------------------------------- | -------------- | ---------------- | -------- |
| 1967-1985                                | Michel Giraud  | UDR, després RPR |          |
| 1985-1993                                | Gilles Carrez  | RPR              |          |
| 1993-                                    | Jacques Loison | RPR, després UMP |          |
| les dades anteriors no són pas conegudes |                |                  |          |
|                                          |                |                  |          |

## Demografia
| A partir de 1990: Població sense dobles comptes |